# Almáskert
Almáskert Budapest egyik városrésze a XVIII. kerületben.

## Fekvése
Határai 145111/291 és 145111/386 helyrajzi számú névtelen utca a Határ utcától, Alacskai út, Ganz Ábrahám utca, Kerékkötő út, Budapest közigazgatási határa és a Határ utca már említett névtelen utcáig.

## Története
A városrész neve az itt található almáskertekre utal.
2012-ben a szomszédos Alacskai úti lakótelepet átnevezték Krepuska Géza-telepre, aminek kapcsán a Péteri út, Alacskai út, 145111/291 és 145111/386 helyrajzi számú névtelen utca és a Határ út alkotta négyszögletű területet átcsatolták a telephez. Ezt a Fővárosi Önkormányzat 2012. december 12-én kelt városrészeket rendező határozatában megerősítette, így az ekkortól hivatalossá vált.